# Hamburger Burschenschaft Germania
Die Hamburger Burschenschaft Germania ist eine pflichtschlagende und farbentragende Studentenverbindung in Hamburg. Die rechtsextreme Burschenschaft ist Mitglied des Korporationsverbandes Deutsche Burschenschaft (DB) und gehört als einzige Hamburger Burschenschaft der Burschenschaftlichen Gemeinschaft (BG) innerhalb der DB an. Stand 2022 wird sie vom Verfassungsschutz beobachtet.

## Couleur und Wahlspruch
Die Farben sind gold-rot-schwarz mit goldener Perkussion, die Fuchsenfarben rot-schwarz mit goldener Perkussion. Der Wahlspruch lautet Ehre, Freiheit, Vaterland!

## Geschichte

### 1919 bis 1945
Schon bei der Gründung des Hamburger Kolonialinstitutes entstanden Pläne innerhalb der Hamburger Vereinigung Alter Burschenschafter (VAB) zur Gründung einer Burschenschaft in Hamburg, falls das Kolonialinstitut zur Universität erhoben würde. Durch den Ersten Weltkrieg verzögert, erfolgte die Gründung schließlich durch Senatsbeschluss am 19. März 1919. Noch vor der eigentlichen Eröffnung am 10. Mai 1919 gründeten Mitglieder der VAB Hamburg am 19. April 1919 die Hamburger Burschenschaft Germania. Am 8. August 1919 wurde die Germania sofort, und da sie von Burschenschaftern gegründet war, ohne Probezeit, in die Deutsche Burschenschaft aufgenommen. Zahlreiche Mitglieder der VAB Hamburg traten ihr als Alte Herren bei, und bereits im Sommersemester 1925 konnte ein erstes Verbindungshaus in der Bogenstraße erworben werden. Die Germania entwickelte sich zu einer der stärksten Hamburger Verbindungen und verfügte im Wintersemester 1930/31 bereits über mehr als 100 Alte Herren und mehr als 50 Aktive und Inaktive.
In der Zeit des Nationalsozialismus wurde die Germania 1935 in den NSDStB überführt, was jedoch 1936 wieder rückgängig gemacht wurde. Germania bestand in der Folgezeit gemeinsam mit den anderen Hamburger Burschenschaften Hansea, Alemannia Straßburg und Askania als Kameradschaft Otto von Bismarck im NS-Studentenbund weiter. Der Kameradschaft gehörte unter anderem der Angehörige der Weißen Rose Hamburg und Widerständler Albert Suhr an. Im Zweiten Weltkrieg fielen 20 Mitglieder der Germania. Bei einem Bombenangriff auf Hamburg wurde 1943 das Germanenhaus zerstört.

### Nachkriegszeit
Nach dem Ende des Zweiten Weltkriegs ging das Aktivenleben ab 1947 zuerst im Akademischen Kreis Universität Hamburg weiter. 1949 bildeten die Altherrenschaften der Germania Hamburg sowie der aus Ostdeutschland bzw. der SBZ vertriebenen Burschenschaften Arminia Breslau und Germania Halle den Ostwestdeutschen Bund. Nachdem sich Arminia Breslau wieder davon gelöst und der in Bonn wiedereröffneten Alten Breslauer Burschenschaft angeschlossen hatte, bildete Germania zunächst ab 1953 mit der aus Kartell-Burschenschaft Germania Halle einen Fusionsbund (Halle-Hamburger Burschenschaft Germania), ehe Germania Halle 1959 eine eigenständige Aktivitas in Mainz eröffnete. Seitdem trägt die Hamburger Burschenschaft Germania wieder ihren Gründungsnamen. Die durch den Zweiten Weltkrieg dezimierte Altherrenschaft der vergleichsweise jungen Burschenschaft wurde durch Bandverleihungen an alte Burschenschafter (u. a. 1956 an Hermann Oeser) aus der VAB Hamburg verstärkt.
1961 war die Germania Mitgründerin der Burschenschaftlichen Gemeinschaft in der Deutschen Burschenschaft, welche.
1986 hatte die Germania den Vorsitz der Deutschen Burschenschaft inne. 1993 gründeten Mitglieder der Hamburger Germania und der Erlanger Frankonia in Halle/Saale die Burschenschaft Franco-Germania, die nach beiden Bünden benannt wurde. Diese fusionierte 1999 mit der Alten Leobener Burschenschaft Germania zu Clausthal zur heutigen Halle-Leobener Burschenschaft Germania. Mit dieser unterhält die Hamburger Germania bis heute ein Freundschaftsverhältnis.

### Seit 2000
Auf dem Burschentag 2006 beantragte die Germania, die „burschenschaftlich-politische Ausrichtung“ „neu auszurichten“. Es brauche eine „offensive Unterstützung der Volkstumsarbeit in Gebieten deutscher Minderheiten“, insbesondere in den „deutschen Ostgebiete[n]“. Es gehe auch um „eine Zurückdrängung weiterer Multikultisierung“ der Bundesrepublik Deutschland und Österreichs „durch weitere Zuwanderung und Aufnahme von Flüchtlingen kulturferner Herkunft“. Es brauche „eine Umkehr der demographischen Katastrophe aufgrund stetigen Geburtenrückgangs“. Schließlich hätten Burschenschafter zukünftig „Widerstand“ zu leisten gegen die „Gesinnungsdiktatur der sog. Political Correctness“.
Die Hamburger Burschenschaft Germania ist weiterhin Mitglied im Korporationsverband Deutsche Burschenschaft, wo sie 2016 den Vorsitz hatte. Sie gehört als einzige Hamburger Burschenschaft der Burschenschaftlichen Gemeinschaft (BG) an. Im Geschäftsjahr 2012/13 hatte sie den Vorsitz der BG inne.

## Verbindungshaus
Das Germanenhaus war das Verbindungshaus der Germania in der Sierichstrasse 23. Es wurde 1959 erworben. In der Villa trafen sich die Gesinnungsgemeinschaft der Neuen Front. Anfangs war das rechtsextreme Deutsche Rechtsbüro im postalischen Umfeld der Burschenschaft angesiedelt. Das Haus diente der Identitären Bewegung als Treffpunkt. Im Frühjahr 2022 verkaufte die Burschenschaft das Haus nach langjährigen Streitigkeiten mit der Nachbarschaft. Stattdessen wurde das Haus Jüthornstraße 104 in Hamburg-Marienthal bezogen. Auch das neue Haus wird vom Landesamt für Verfassungsschutz Hamburg als „rechtsextremistische Immobilie“ geführt; auch der Trägerverein, das „Studentenwohnheim Harry Lange e.V.“, unterliegt der Beobachtung des LfV Hamburg.

## Auswärtige Verhältnisse
Gemeinsam mit der Burschenschaft Frankonia Erlangen und der Burschenschaft Germania Halle zu Mainz bildet die Hamburger Burschenschaft Germania das Schwarz-Weiß-Rote Kartell, eine Gemeinschaft gleichgesinnter Burschenschaften, die sich als ein Bund an drei Hochschulorten verstehen. Weiterhin unterhält sie Freundschaftsverhältnisse mit der Burschenschaft Olympia Wien und der Halle-Leobener Burschenschaft Germania.

## Politische Einordnung

### 1970–1993
Anfang der 1970er-Jahre orientierte sich die Germania an der NPD, zu der es auch personelle Überschneidungen gab.
Ende der 1980er-Jahre wurde darüber hinaus eine intensive Freundschaft mit der als radikal geltenden Wiener Akademischen Burschenschaft Olympia begonnen. Die Germania warb – wie die Olympia – mit dem Flugblatt für sich: „Bist Du hässlich oder fremd im Lande, bist Du von linksliberaler Gesinnung gepeinigt, hast Du den Wehrdienst verweigert oder eine Freundin, die weder schön noch still ist (…), dann bleib lieber zu Hause“.
In den 1990er-Jahren traf sich der Hamburger Leserkreis der Jungen Freiheit (JF), der Hamburger Kreis (HK), regelmäßig im Germanenhaus und lud namhafte Referenten der extremen Rechten zu Schulungen ein. Die Radikalisierung des HK und seine Beobachtung durch den Verfassungsschutz führte dazu, dass sich die JF von ihr formell trennte. Bis 1993 war der Führer der später verbotenen Freiheitlichen Deutschen Arbeiterpartei in Hamburg Sprecher der Burschenschaft und machte das Verbindungshaus zur Zentrale der Partei.
Das Hamburger Landesamt für Verfassungsschutz schrieb 1993 in einem internen Bericht: „Aus ihrer Ablehnung der Demokratie und ihrer Befürwortung des Führerprinzips machen viele Germanen kein Hehl.“ Zu jener Zeit beobachtete der Hamburger Verfassungsschutz (VS) gemeinsame Wehrsportübungen von Mitgliedern der  Schülerverbindung „Teutonia Hamburgia“, der „Germania“ und Neonazis. Bis zur Erwähnung im Verfassungsschutzbericht wurde die Burschenschaft seit Jahren vom Verfassungsschutz beobachtet.

### 2014–2020: Zeitweilige Nennung in Verfassungsschutzberichten
Die Verbindung wurde seit 2014 jährlich im Verfassungsschutzbericht aufgeführt. „Diktion und Tenor ihrer Veröffentlichungen [im Kontext des Flüchtlingsthemas] unterschieden sich kaum von Internetveröffentlichungen rechtsextremistischer Parteien und Gruppierungen.“ Ende 2015 lud die Aktivitas der Germania die rechtsextreme Identitäre Bewegung ein, sich an ihren Wehrsportübungen zu beteiligen
„So wurden am 5. März 2016 von der Nachbarschaft und später auch von eintreffenden Polizeibeamten nicht nur erheblicher Lärm, sondern auch mehrfach „Sieg Heil“-Rufe vernommen, die von einer Personengruppe herrührten, die offenbar im Verbindungshaus der „HB! Germania“ feierte“. Dem Militärischen Abschirmdienst ist die Germania als eine „rechtsextremistische Burschenschaft“ bekannt.
Im April 2018 hat die Germania beim Verwaltungsgericht Hamburg Klage gegen die Nennung im Verfassungsschutzbericht eingereicht. Mit Beschluss vom 14. Dezember 2020 lehnte das Gericht den Antrag ab und erklärte die Nennung zunächst für rechtmäßig.
Später wurde die Nennung der Hamburger Burschenschaft Germania im Hamburger Verfassungsschutzbericht für das Jahr 2020 mit einem Urteil des Verwaltungsgerichts Hamburg im April 2024 für rechtswidrig erklärt und eine Weiterverbreitung untersagt.
Im Oktober 2020 machte der NDR bekannt, dass ein Beamter im Einsatzführungskommando der Bundeswehr im Verteidigungsministerium Mitglied der Hamburger Burschenschaft Germania war oder möglicherweise noch ist. Das Verteidigungsministerium kündigte daraufhin an, den MAD und das BfV mit Ermittlungen gegen den promovierten Juristen zu beauftragen.

### Seit 2021: Keine Nennung mehr, aber Beobachtung
Im Hamburger Verfassungsschutzbericht für das Jahr 2021 wurden erstmals seit Jahren sowohl die Germania als auch die Pennale Burschenschaft Chattia Friedberg zu Hamburg nicht mehr namentlich genannt. Stand 2022 wird sie und die Schülerverbindung Pennale Burschenschaft Chattia Friedberg zu Hamburg jedoch weiterhin vom Verfassungsschutz beobachtet. Nach Angaben des NDR wird sie auch 2024 weiterhin „vom Verfassungsschutz als rechtsextrem“ eingestuft.
Im November 2024 demonstrierten rund 1.500 Menschen „im Stadtteil St. Pauli gegen die rechtsextremistische Burschenschaft Germania“, da die Germania nach Angaben der Organisatoren einen „Norddeutscher Heimatabend“ geplant hatte.
Nach dem Umzug nach Marienthal bildete sich die Initiative „Marienthal bleibt bunt“, welche Widerstand in Form von Straßenfesten, Demos und Mahnwachen gegen die Burschenschaft organisiert.

## Vorträge
Referenten, die bei der Burschenschaft aufgetreten sind:
1993: David Irving
vor 2001: Stefan Ulbrich (Wiking-Jugend)
vor 2001: Jürgen Rieger (NPD)
2002: Hans-Helmuth Knütter
2000: Karlheinz Weißmann und Emil Schlee (CDU, REP)
2003: Franz W. Seidler
2004: „Reichsgründungskommers“ mit Gerd Schultze-Rhonhof
2005: Bernd Rabehl (NPD)
22. April 2005: Jörg Schönbohm
2006: Reinhard Günzel
2008: „Reichsgründungskommers“ mit Björn Clemens (REP)
2011: Barbara Rosenkranz (FPÖ)
2012: Jürgen Schwab (NPD) (nur angekündigt)
2013: Manuel Ochsenreiter (Zuerst!)
2013: Norbert Weidner
2014: Bernd Kallina
2014 und 2015: Akif Pirinçci

## Mitglieder
Einzelne Germanen sind oder waren gleichzeitig Mitglied der rechtsextremen „Pennalen Burschenschaft Chattia Friedberg zu Hamburg“. Der Ehrenvorsitzende des Reservistenverbandes der Bundeswehr in Hamburg, Oberstleutnant der Reserve Ramon-Stefan Schmidt, 2007 bis 2009 im Vorstand der Burschenschaft, ist nach Kenntnisnahme der Verfassungschutzbeobachtung ausgetreten. Mitglieder unter den Burschenschaftern der Germania waren oder sind Mitglieder der NPD oder anderer rechtsextremer Organisationen, sowie der AfD.
Bekannte Mitglieder:
- Christian Brandes (* 1971), Politiker (Partei Rechtsstaatlicher Offensive), Mitglied der Hamburgischen Bürgerschaft
- Karl Caspar (1883–1954), Jurist, Pilot und Flugzeugbauunternehmer
- Alexis Giersch (* 1963), Ingenieur und Politiker (AfD), Mitglied des Bundestages
- Wilhelm Holzmann (1878–1949), Politiker (DNVP, NSDAP), Neurologe und Hochschullehrer, Mitglied der Hamburgischen Bürgerschaft
- Rudolf Kempf (1864–1943), Kunsthistoriker, Architekt, Kunstmaler, Herausgeber und Fachschullehrer
- Karl Mauss (1898–1959), Zahnarzt, Offizier und Ritterkreuzträger im II. Weltkrieg
- Ernst Nagel (1898–1976), Rechtsanwalt und Notar, Mitglied des ersten Ernannten Landtags von Schleswig-Holstein
- Hermann Nagel (1871–1945), Politiker (DNVP), Mitglied der Hamburgischen Bürgerschaft
- Hans Nieland (1900–1976), Politiker (NSDAP), Hamburger Finanzsenator, Oberbürgermeister der Stadt Dresden
- Walter Nissen (1908–1993), Archivar und Landeshistoriker
- Hermann Oeser (1899–1969), Apotheker und Reichsredner (NSDAP)
- Walter Raeke (1878–1959), Politiker (NSDAP), Jurist, Mitglied der Hamburgischen Bürgerschaft und des Reichstags
- Georg Rauschning (1876–1956), Jurist und Oberfinanzpräsident
- Paul Riebesell (1883–1950), Mathematiker, Hochschullehrer und Präsident der Hamburger Feuerkasse
- Otto Schliack (1880–1960), Gymnasiallehrer und Sportfunktionär
- Jörg Schneider (* 1964), Politiker (AfD), Wirtschaftsingenieur, Mitglied des Bundestages
- Arthur Wichmann (1851–1927), Geologe, Mineraloge und Hochschullehrer